# Шестач (Синжерейський район)
Шестач (рум. Șestaci) — село у Синжерейському районі Молдови. Входить до складу комуни, адміністративним центром якої є село Препеліца.

## Населення
За даними перепису населення 2004 року у селі проживали 19 осіб.
Національний склад населення села:
| Національність | Кількість осіб | Відсоток |
| -------------- | -------------- | -------- |
| молдавани      | 18             | 94,7%    |
| українці       | 1              | 5,3%     |
| Всього         | 19             | 100%     |